# Laura Huhtasaari

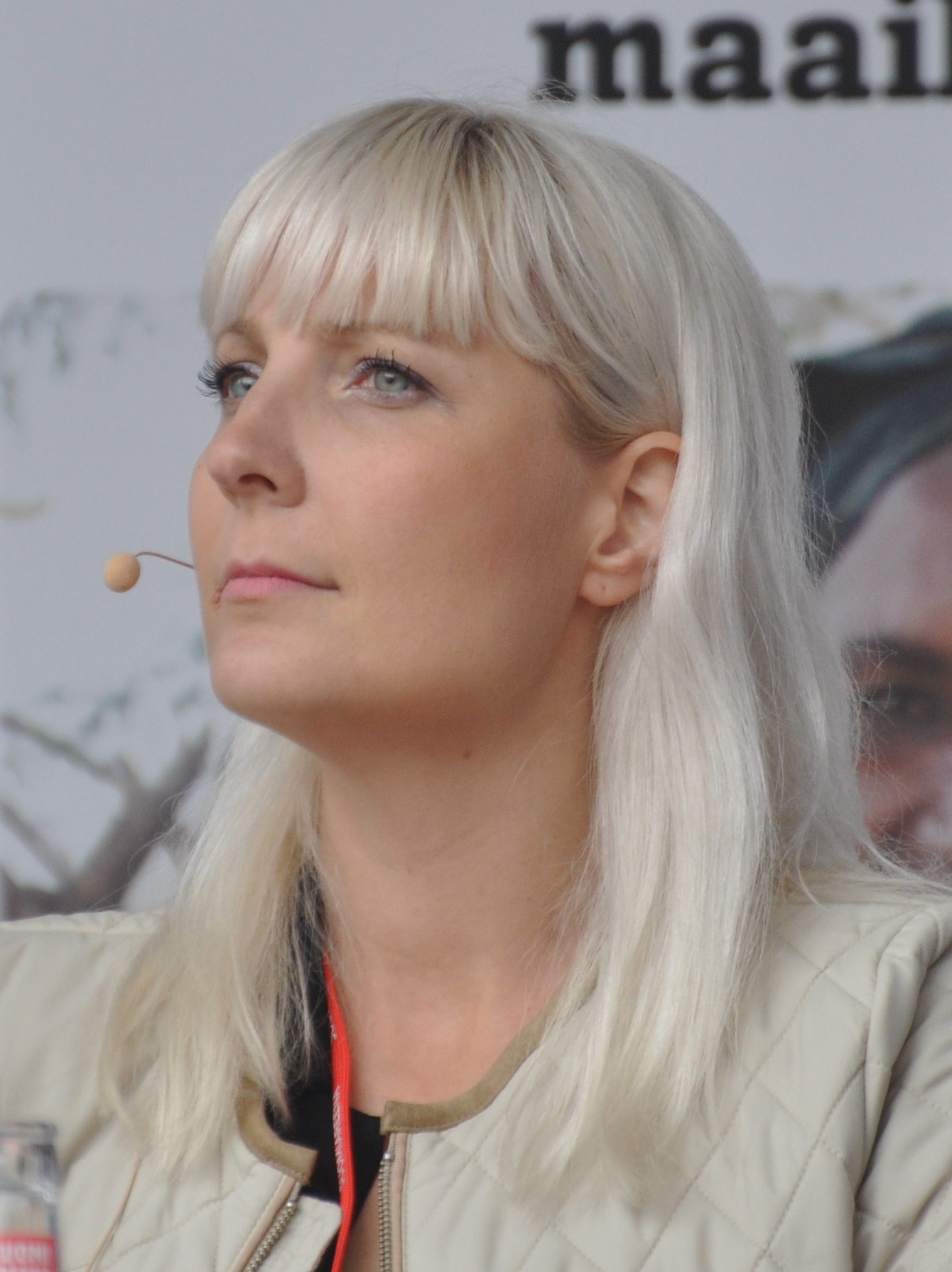
Laura Huhtasaari (2016)

Laura Talvikki Huhtasaari (* 30. März 1979 in Vilppula) ist eine finnische Politikerin (Basisfinnen) und war von 2015 bis 2019 Abgeordnete im finnischen Parlament. Bei der Präsidentschaftswahl 2018 erreichte sie für ihre Partei den dritten Platz. Von 2019 bis 2023 war sie Mitglied des Europäischen Parlaments und entschied sich nach ihrer Wiederwahl ins finnische Parlament 2023 wieder für die nationale Politik.

## Biographie
Huhtasaari war von 1999 bis 2000 für ein Jahr ehrenamtliche Lehrerin an einer Schule der Siebenten-Tags-Adventisten auf den Marshallinseln. 2004 absolvierte sie ein Studium zur Pädagogin und Klassenlehrerin an der Universität Jyväskylä. An der Universität Ostfinnland ließ sie sich zur Fachlehrerin für Religion ausbilden, 2008 schloss sie an der Universität Helsinki ein Studium zur Sonderpädagogin ab. Ab 2009 arbeitete sie als Sonderpädagogin in Pori. Neben Finnisch spricht sie Englisch, Schwedisch, Deutsch und Russisch.
Huhtasaari ist mit dem Mediziner Teemu Lämsä verheiratet und lebt in Merikarvia. Die beiden haben zwei gemeinsame Töchter.

## Politische Karriere

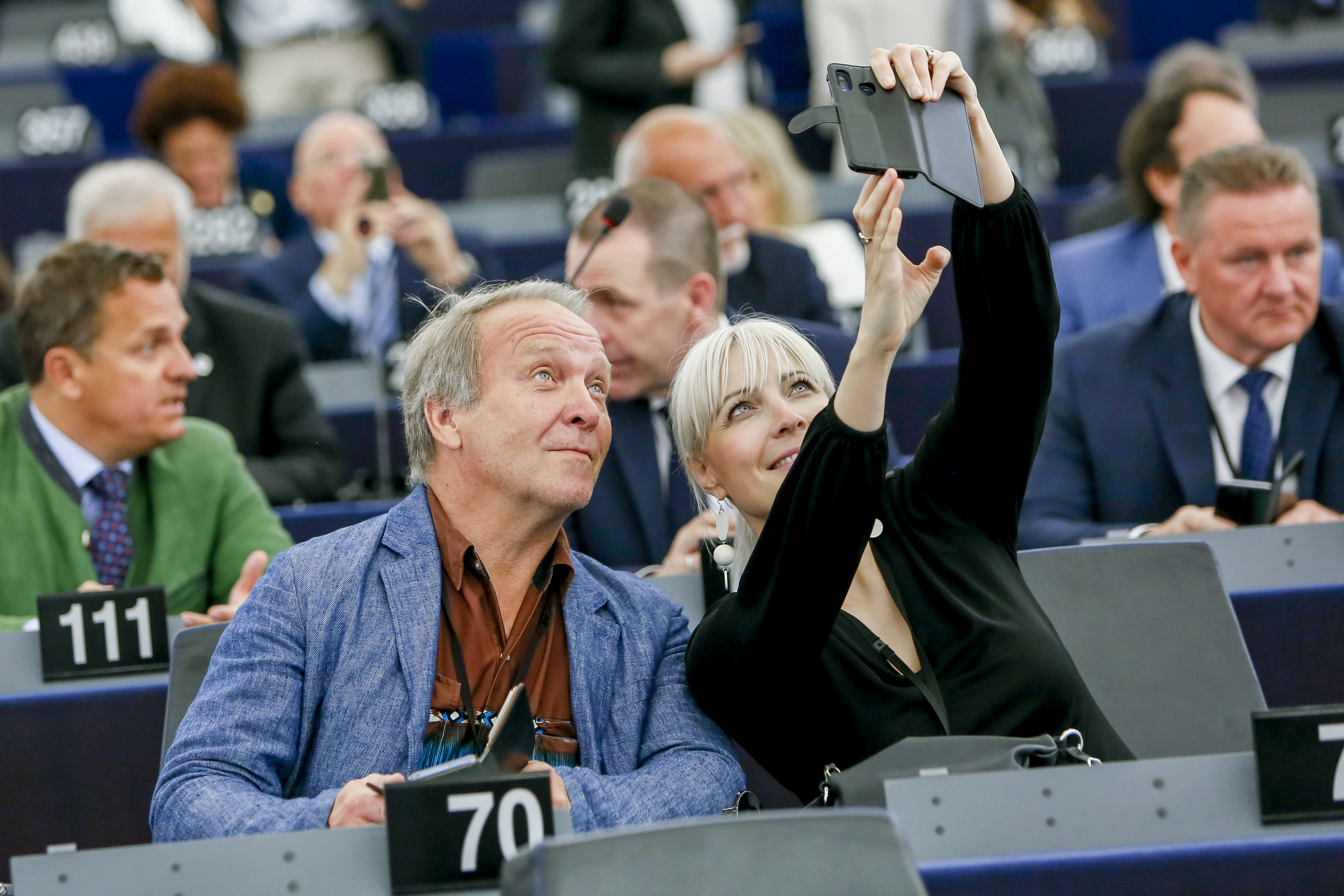
MdEP Laura Huhtasaari (2019)

Im Jahr 2012 wurde sie das erste Mal in den Stadtrat von Pori gewählt, 2017 erfolgte ihre Wiederwahl.
Im Jahr 2014 war sie Kandidatin bei der Europawahl und erhielt 9132 Stimmen, verpasste aber den Einzug ins Parlament. Ab 2015 vertrat sie Satakunta im finnischen Parlament und war seitdem unter anderem Mitglied in den Ausschüssen für auswärtige Angelegenheiten und Bildung sowie finnische Delegierte im Nordischen Rat. Im Juni 2017, etwa zwei Jahre nach Beginn der Legislaturperiode, kam es zu einer Spaltung der Basisfinnen, als der bereits 2012 wegen „Aufstachelung zum Rassenhass“ verurteilte Jussi Halla-aho zum Vorsitzenden der Partei gewählt wurde; ein Sturz der Regierung konnte mittels Neugründung der Blauen Zukunft verhindert werden, der sich unter anderem alle ehemaligen Kabinettsmitglieder der Basisfinnen anschlossen. Auch Huhtasaari hatte Halla-aho in seiner Kandidatur als Nachfolger des vorherigen Vorsitzenden Timo Soini unterstützt. Huhtasaari gilt als politische Ziehtochter von Jussi Halla-aho und wurde auf seine Empfehlung hin am selben Tag zur ersten stellvertretenden Vorsitzenden der Basisfinnen gewählt.
Zur Präsidentschaftswahl 2018 wurde sie als Kandidatin der Basisfinnen nominiert. Ihre Wahllosung lautete „Suomi takaisin“ („Finnland ist zurück“). Huhtasaari erhielt 6,9 % der Stimmen und verlor im ersten Wahlgang gegen den amtierenden Präsidenten Sauli Niinistö. Im April 2019 erfolgte ihre Wiederwahl ins finnische Parlament, unter der Führung von Halla-aho wurden die Basisfinnen zweitstärkste Kraft und blieben in der Opposition.
Im Mai 2019 trat Huhtasaari erneut zur Europawahl an und wurde gemeinsam mit Teuvo Hakkarainen als eine von zwei Abgeordneten für die Basisfinnen ins Europäische Parlament gewählt. Sie schloss sich der Fraktion Identität und Demokratie an und war dort Mitglied im Fraktionsvorstand. Sie war außerdem Mitglied im Ausschuss für konstitutionelle Fragen und Teil der Delegationen für die Beziehungen zu Japan und den Vereinigten Staaten von Amerika. Zugunsten ihres Sitzes im Europäischen Parlament gab sie ihren Sitz im finnischen Parlament ab. Am 05. April verließen die Basisfinnen die ID-Fraktion unter scharfer Kritik wieder und schlossen sich stattdessen den Europäischen0 Konservativen und Reformern; begründet wurde dieser Schritt vor allem mit der unklaren bis wohlwollenden Haltung der ID-Fraktion gegenüber den russischen Aggressionen gegenüber Europa und einem mangelnden Bekenntnis zur NATO als Verteidigungsbündnis des Westens und westlicher Werte. Am 11. April 2023 legte sie ihr Mandat im Europaparlament nieder, nachdem sie im Rahmen der Parlamentswahl anderthalb Wochen zuvor wieder ins finnische Parlament gewählt worden war und sich für die nationale Politik entschieden hatte. Für sie rückte Pirkko Ruohonen-Lerner ins Europaparlament nach. Im Eduskunta ist sie seitdem Erste Stellvertretende Vorsitzende im Hauptausschuss und darüber hinaus Ordentliches Mitglied in den Ausschüssen für Land- und Forstwirtschaft sowie für Bildung und Kultur; darüber hinaus sitzt sie im parlamentarischen Aufsichtsrat des finnischen Unabhängigkeitsfonds SITRA und in der finnischen Delegation des Europa-Asien-Dialogs.

## Politische Positionen
Laura Huhtasaari vertritt überwiegend nationalkonservative Positionen. So setzte sie sich vor allem für einen Austritt Finnlands sowohl aus dem Euro als auch aus der Europäischen Union ein, weil diese mehr und mehr zu einer neuen „Sowjetunion“ werde. Außerdem ist sie ausgesprochene Kritikerin der aktuellen Einwanderungspolitik Finnlands: Sie warnt vor einer „Islamisierung Europas“, setzt sich für eine sofortige Grenzschließung ein und nennt das Nachbarland Schweden als Negativbeispiel für misslungene Integration. Notwendigenfalls könne und müsse Finnland dafür auch internationale Verträge brechen. In Russland sieht Huhtasaari eine „Bedrohung für die Sicherheit Finnlands“ und äußerte, dass Finnland im Falle russischer Aggressionen hilflos verloren sei; Kritiker warfen ihr daraufhin vor, die finnische Verteidigungsfähigkeit schlechtzureden. Nichtsdestotrotz sprach sie sich im Präsidentschaftswahlkampf gegen einen finnischen Beitritt zur NATO aus und widersprach damit dem Parteivorsitzenden Halla-aho; stattdessen bevorzuge sie einen deutlichen Ausbau der sicherheitspolitischen Zusammenarbeit mit den schwedischen Nachbarn.
Huhtasaari betont regelmäßig ihren christlichen Glauben. So ist sie Kreationistin und hält die Evolutionstheorie für eine „unmögliche Theorie“. Außerdem setzt sie sich gegen die gleichgeschlechtliche Ehe ein, die in Finnland bereits seit 2017 möglich ist. Zudem unterstützte sie den ehemaligen US-amerikanischen Präsidenten Donald Trump. Sie sprach sich wiederholt für eine Verschärfung des finnischen Strafrechts aus und nannte in diesem Zusammenhang Estland und Russland als Vorbilder. Außerdem forderte sie ein Onlineregister für Sexualstraftäter nach amerikanischem Vorbild.

## Kontroversen
Während des Präsidentschaftswahlkampfs 2018 wurden Vorwürfe laut, Huhtasaari habe ihre Masterarbeit an der Universität Jyväskylä plagiiert. Ein externes Gutachten kam zu dem Ergebnis, dass Huhtasaaris Verstöße gegen die wissenschaftliche Praxis in der Tat „schwerwiegend“ seien, und wertete Teile der Arbeit als Täuschung. Huhtasaari selbst verteidigte sich mit dem Argument, dass es sich höchstens um Unaufmerksamkeit ihrerseits, in keinem Falle jedoch um vorsätzliche Täuschung handle, und kritisierte die Beauftragung eines externen Gutachtens, nachdem die Universität selbst zunächst keine schwerwiegenden Verstöße hatte feststellen können. Außerdem veröffentlichte sie im Laufe der Debatte ein positives Zeugnis über ihre ehrenamtliche Lehrtätigkeit in Mikronesien, mit dem sie ihre Eignung als Pädagogin nachweisen wollte. Mit Ausnahme der Presseberichterstattung brachte das Ergebnis der Untersuchung allerdings keinerlei weiteren Folgen für die Präsidentschaftskandidatin mit sich, da der Fall zu diesem Zeitpunkt bereits verjährt war.
Im März 2019 hatte Tero Niskanen, stellvertretender Stadtrat in Pori und Mitglied der konkurrierenden Nationalen Sammlungspartei, damit gedroht, Huhtasaaris Haus niederzubrennen. Kurz darauf entschuldigte er sich bei Huhtasaari für seine Worte und trat sowohl von seinem Amt zurück als auch aus der Partei aus. Bereits zuvor war es mehrfach zu Vandalismus am Haus der Politikerin gekommen.